# Sayf ibn Dhi Yazan
Sayf ibn Dhi-Yazan ibn Afir ibn Aslan ibn Zayd (àrab: سيف بن ذي يزن, Sayf b. Ḏī Yazan) fou un cap iemenita himiarita, cap de la resistència nacional als axumites, nascut vers 516 i mort vers 578.
Vers el 570 va demanar ajut al rei sassànida Còsroes I el Just que li va enviar al general daylamita Wahriz que va desembarcar al Iemen i es va obrir pas cap a Sanaa amb 700 matant al governador axumita Masruk (fill d'Abraha) i el va instal·lar al tron. Una vegada van marxar els perses els axumites van retornar i va recuperar el control del país. Wahriz va retornar vers el 578 però Sayf ja havia mort i llavors va posar al tron al seu fill Madi Karib ibn Sayf, com a vassall.
Al folklore local hi ha una biografia (Sirat Sayf ibn dhī-Yazan) on gairebé tots els fets són imaginaris, si bé inclou alguns fets històrics.